# Heavy Is the Head World Tour
L'Heavy Is the Head World Tour è il primo tour mondiale del rapper britannico Stormzy, a supporto del suo secondo album in studio Heavy Is the Head (2019).

## Date del tour
| Data             | Città               | Stato               | Luogo                            |
| Asia             | Asia                | Asia                | Asia                             |
| ---------------- | ------------------- | ------------------- | -------------------------------- |
| 7 febbraio 2020  | Dubai               | Emirati Arabi Uniti | Dubai Media City Amphitheatre    |
| Europa           |                     |                     |                                  |
| 10 febbraio 2020 | Bruxelles           | Belgio              | Ancienne Belgique                |
| 11 febbraio 2020 | Bruxelles           | Belgio              | Ancienne Belgique                |
| 20 febbraio 2020 | Berlino             | Germania            | Columbiahalle                    |
| 21 febbraio 2020 | Copenaghen          | Danimarca           | Royal Arena                      |
| 22 febbraio 2020 | Amsterdam           | Paesi Bassi         | AFAS Live                        |
| 24 febbraio 2020 | Amburgo             | Germania            | Docks                            |
| 25 febbraio 2020 | Oslo                | Norvegia            | Sentrum Scene                    |
| 26 febbraio 2020 | Stoccolma           | Svezia              | Globen Annexet                   |
| 28 febbraio 2020 | Colonia             | Germania            | Palladium                        |
| 29 febbraio 2020 | Parigi              | Francia             | Le Trianon                       |
| 1º marzo 2020    | Magonza             | Germania            | Halle 45                         |
| 3 marzo 2020     | Varsavia            | Polonia             | Klub Stodoła                     |
| 4 marzo 2020     | Praga               | Repubblica Ceca     | Malá sportovní hala              |
| 13 marzo 2022    | Cardiff             | Regno Unito         | Motorpoint Arena Cardiff         |
| 15 marzo 2022    | Newcastle upon Tyne | Regno Unito         | Utilita Arena                    |
| 16 marzo 2022    | Leeds               | Regno Unito         | First Direct Arena               |
| 18 marzo 2022    | Sheffield           | Regno Unito         | Utilita Arena                    |
| 19 marzo 2022    | Manchester          | Regno Unito         | AO Arena                         |
| 20 marzo 2022    | Liverpool           | Regno Unito         | M&S Bank Arena                   |
| 21 marzo 2022    | Nottingham          | Regno Unito         | Motorpoint Arena Nottingham      |
| 23 marzo 2022    | Birmingham          | Regno Unito         | Utilita Arena                    |
| 24 marzo 2022    | Bournemouth         | Regno Unito         | Bournemouth International Centre |
| 27 marzo 2022    | Londra              | Regno Unito         | The O2 Arena                     |
| 28 marzo 2022    | Londra              | Regno Unito         | The O2 Arena                     |
| 29 marzo 2022    | Londra              | Regno Unito         | The O2 Arena                     |
| 1º aprile 2022   | Dublino             | Irlanda             | 3Arena                           |
| 2 aprile 2022    | Dublino             | Irlanda             | 3Arena                           |
| 4 aprile 2022    | Glasgow             | Regno Unito         | OVO Hydro                        |

## Cancellazioni
| Data             | Città      | Stato         | Luogo                          | Causa            |
| Oceania          | Oceania    | Oceania       | Oceania                        | Oceania          |
| ---------------- | ---------- | ------------- | ------------------------------ | ---------------- |
| 23 novembre 2022 | Perth      | Australia     | HBF Stadium                    | Motivi personali |
| 26 novembre 2022 | Canberra   | Australia     | EPIC                           | Motivi personali |
| 27 novembre 2022 | Sydney     | Australia     | Hordern Pavillion              | Motivi personali |
| 28 novembre 2022 | Sydney     | Australia     | Hordern Pavillion              | Motivi personali |
| 30 novembre 2022 | Brisbane   | Australia     | Riverstage                     | Motivi personali |
| 2 dicembre 2022  | Melbourne  | Australia     | John Cain Arena                | Motivi personali |
| 3 dicembre 2022  | Ballarat   | Australia     | Victoria Park                  | Motivi personali |
| 4 dicembre 2022  | Gold Coast | Australia     | Dough Jennings Park Main Beach | Motivi personali |
| 8 dicembre 2022  | Adelaide   | Australia     | AEC Theatre                    | Motivi personali |
| 10 dicembre 2022 | Wellington | Nuova Zelanda | TSB Arena                      | Motivi personali |